# مضيق ناريس
مضيق ناريس (بالإنجليزية: Nares Strait, بالدنماركية: Nares Strædet ؛ الفرنسية: Détroit de Nares) هو ممر مائي بين جزيرة إليسمير وغرينلاند يربط الجزء الشمالي من خليج بافن في المحيط الأطلسي ببحر لينكولن في المحيط المتجمد الشمالي. من الجنوب إلى الشمال، يشمل المضيق الممر البحري سميث ساوند والممر المائي كين باسين وقناة كينيدي وحوض هول وقناة روبسون. يحتوي مضيق نارس على تيار شبه دائم من الشمال ومدعومًا بتيار Beaufort Gyre المحيطي مما يجعل من الصعب عبور السفن القادمة من الجنوب.
- (بالدنماركية: Nares Strædet)‏
- (بالفرنسية: Détroit de Nares)‏

في عام 1964 ، وافقت الحكومة الدنماركية والحكومة الكندية على تسميه المضيق بهذا الاسم. الاسم مشتق من اسم ضابط البحرية البريطانية جورج سترونغ ناريس.
المضيق والمياه المجاورة عادة ما تكون خطرة على الملاحة والشحن. توجد الجبال الجليدية والجليد الطافي فيه على مدار السنة ؛ في مثال واضح خلال الفترة 1962 - 1964 ، انجرفت جزيرة جليدية بطول 20 كم (12 ميل) في 10 كم (6.2 ميل) جنوبًا من بحر لينكولن عبر مضيق ناريس وديفيز إلى بحر لابرادور. ومع ذلك ، خلال شهر أغسطس ، عادة ما يكون المضيق صالح للملاحة بواسطة كاسحات الجليد. قبل عام 1948 ، تم تسجيل خمس سفن فقط على أنها نجحت في الإبحار شمال حوض كين. في عام 2009 ، قامت سفينة Arctic Sunrise بأول عبور معروف في يونيو إلى المحيط المتجمد الشمالي.
جزيرة هانز ، وهي جزيرة صغيرة تقع داخل المضيق ، تطالب بها كل من الدنمارك (نيابة عن غرينلاند) وكندا. الجزر الأخرى داخل المضيق هي جزيرة جو وجزيرة كروزر واكبرهن جزيرة فرانكلين.
وصل شعب ثول إلى مضيق ناريس في أوائل القرن الثالث عشر ، حيث كانوا يصطادون ويتاجرون مع الفايكنج. عثر على بقايا أثرية لثقافة ثول واثار لتواجد اللفايكنج في جزيرة روين.